# 夜香木
夜香木（学名：Cestrum nocturnum），又稱夜香樹、夜來香、夜李香、夜香花、夜光花、木本夜來香、夜香玉，属茄科夜香樹屬植物。供观赏，花可用作芳香原料。

## 形態
常綠性灌木，直立或近攀援狀，原產地為熱帶美洲及西印度。植株可達２公尺以上，分枝多而柔軟，長而下垂，呈蔓性。葉互生，披針狀長橢圓形。腋生或顶生的繖房花序 corymb，細長管狀的花冠，上部5淺裂，花色黃綠或潔白，白晝閉合無香氣，夜晚開放、香氣極濃。白色漿果小形，內藏種子一至數粒，生性強健，耐熱耐旱，適合庭植或盆栽。
- 花苞
- 果實

## 分布
其原产于热带美洲，包括后引入到西印度群島，现广植世界各热带地区，包括中国的两广、福建、云南等地有栽培。

## 种植
栽培土质不拘，但以肥沃的壤土为佳。性喜高温多湿，可用扦插法繁殖。

## 謠言
謠傳夜來香的香氣，是在釋放廢氣，無益環境與動物呼吸，這部分在國際各大學或研究中心查無實驗與數據，可能是不喜歡者在網路上惡意散布。